# 何东君
何东君（1944年—），男，浙江江山人，中国新闻工作者，曾任新华通讯社副社长，第十届全国政协委员。